# إيان كانينغ
إيان كانينغ (بالإنجليزية: Iain Canning) (و. 1979 – م) هو منتج أفلام، من المملكة المتحدة، ولد في برستل.

## جوائز وترشيحات
حصل على جوائز منها:
- جائزة الأوسكار لأفضل فيلم، عن عمل: خطاب الملك.

ترشح لـ:
- جائزة الأوسكار لأفضل فيلم، عن عمل: خطاب الملك
- جائزة الأوسكار لأفضل فيلم، عن عمل: ليون.

## وصلات خارجية
- إيان كانينغ على موقع IMDb (الإنجليزية)
- إيان كانينغ على موقع ألو سيني (الفرنسية)
- إيان كانينغ على موقع أول موفي (الإنجليزية)
- إيان كانينغ على موقع بوكس أوفيس موجو (الإنجليزية)
- إيان كانينغ على موقع قاعدة بيانات الأفلام السويدية (السويدية)
- إيان كانينغ على موقع قاعدة بيانات الفيلم (الإنجليزية)
- إيان كانينغ على موقع كينوبويسك (الروسية)